# Present continuous
Present continuous (с англ. — «настоящее непрерывное») — одно из времён английского языка, выражает действия, которые происходят, находятся в развитии в определенный момент времени.
Может быть выражено в изъявительном или сослагательном наклонениях.
Как и во всех английских предложениях, здесь сохраняется строгий порядок членов предложения:
1. Подлежащее (the Subject) — Кто? Что?
2. Сказуемое (the Predicate) быть — to be
3. Дополнение (the Object)
  1. Косвенное (the Indirect Object). Соответствует дательному падежу и отвечает на вопросы «Кому? Чему?». He gave me good advice. Он дал мне хороший совет.
  2. Прямое (the Direct Object). Соответствует родительному (Кого? Чего?), творительному (Кем? Чем?), предложному (О ком? О чём?), винительному (Кого? Что?) падежам.
  3. Предложное (с предлогом) (the Prepositional Object)
4. Обстоятельство (the Adverbial Modifier)

## Использование
Present Continuous используется:
- для описания действия, которое происходит в данный момент речи:

«Мальчик плачет.» The boy is crying.
- для описания действия, которое планируется в будущем (в конкретный момент речи; часто с глаголами движения):

«Я пересдаю мой экзамен по французскому во вторник.» I’m resitting my French exam on Tuesday.
- со словами «всегда» (always), «постоянно» (constantly) для усиления высказывания (обычно негативного характера):

«Он всегда на меня кричит.» He is always shouting at me.
«Ты постоянно всё портишь!» You are constantly spoiling everything.

## Образование
Образуется путём соединения нужной формы вспомогательного глагола to be — am/is/are — и причастия настоящего времени Present Participle (оно же Participle I).

## Таблица времён английского языка
|                                   |  | Simple | Continuous | Perfect | Perfect Continuous |
| Active Voice Действительный залог |  | 1) Present Simple infinitive Thеy sometimes translate English articles at home. Они иногда переводят английские статьи дома.                                            | 1) Present Continuous am/is/are + PI I am translating the article now. Я перевожу статью сейчас. | 1) Present Perfect have/has + PII We have already translated this aricle. Мы уже перевели эту статью. He has just translated the article where he has given new info. Он только перевёл статью, в которую внёс новую информацию.                                                                                                  | 1) Present Perfect Continuous have/has + been + PI I have been waiting for her for 20 minitues. Я жду её в течение 20 минут. |
| Active Voice Действительный залог |  | 2) Past Simple PII I translated the article last week. Я переводил статью на прошлой неделе.                                                                            | 2) Past Continuous was/were + PI I was translating the article yesterday at 6 o’clock. Я переводил статью вчера в 6 вечера.                                                                            | 2) Past Perfect had + PII Peter came home, took off his jacket, opened the refrigerator, but his brother had already eaten the ice cream. Питер пришёл домой, снял куртку, открыл холодильник, но его брат уже съел мороженое. He had already finished the article by the 31th of January. К 31-му января он уже закончил статью. | 2) Past Perfect Continuous had + been + PI I did not realize what a hard time she had been having. Я и не представлял, какое тяжёлое время она переживала. |
| Active Voice Действительный залог |  | 3) Future Simple will/shall + infinitive I will translate this article tomorrow. Я переведу эту статью завтра.                                                          | 3) Future Continuous will/shall + be + PI At 7 o’clock we’ll be having barbecue, you are welcome to join. В семь часов у нас будет барбекю, присоединяйтесь.                                           | 3) Future Perfect will/shall + have + PII I will have translated this article by Friday. Я переведу эту статью к пятнице. | 3) Future Perfect Continuous will/shall + have + been + PI When I see her, she will have been translating the text already for 2 hours. Когда я увижу её, она уже два часа как будет переводить текст.                                                                         |
| Active Voice Действительный залог |  | 4) Future Simple in the Past would/should + infinitive He said that he would translate the article following week. Он сказал, что переведёт статью на следующей неделе. | 4) Future Continuous in the Past would/should + be + PI He was planning how he would be sipping cocktail on his vacation. Он представлял (букв.: планировал), как будет потягивать коктейль в отпуске. | 4) Future Perfect in the Past would/should + have + PII We hoped that the train would have arrived by its schedule time. Мы надеялись, что поезд прибудет по расписанию. | 4) Future Perfect Continuous in the Past would/should + have + been + PI He said that she would have been translating the text for two hours when he saw her. Он сказал, что она будет переводить текст в течение двух часов, когда он увидит её.                              |
| Passive Voice Страдательный залог |  | 1) Present Simple am/is/are + PII Articles are translated every day. Статьи переводятся каждый день.                                                                    | 1) Present Continuous am/is/are + being + PII Our future house is being built now. Наш будущий дом сейчас строится.                                                                                    | 1) Present Perfect have/has + been + PII Letters have been already sent. Письма уже отправлены. | 1) Present Perfect Continuous have/has + been + being + PII Recently, the work has been being done by John. Недавно, работа выполнялась Джоном. |
| Passive Voice Страдательный залог |  | 2) Past Simple was/were + PII Letters were sent yesterday. Письма отправили (=были отправлены) вчера.                                                                   | 2) Past Continuous am/is/are + being + PII The room was being cleaned when I arrived. Когда я приехал, в комнате как раз убирали.                                                                      | 2) Past Perfect had + been + PII Had the essay been written by the time he returned? Было ли сочинение написано к тому времени, как он вернулся? | 2) Past Perfect Continuous had + been + being + PII he music had been being written by composer for two last years of his life. Музыка была написана (букв.: писалась) композитором в течение последних двух лет его жизни.                                                    |
| Passive Voice Страдательный залог |  | 3) Future Simple will/shall + PII A new hotel will be opened next year. Новый отель будет построен в следующем году.                                                    | 3) Future Continuous will/shall + be + being + PII At 8:00 PM tonight, the dishes will be being washed by John. В 8 вечера Джон будет мыть посуду (букв.: посуда будет мыться Джоном).                 | 3) Future Perfect will/shall + have + been + PII By the time you come next month, the road construction will have been finished. Когда ты приедешь в следующем месяце, строительство дороги будет уже закончено. | 3) Future Perfect Continuous will/shall + have + been + being + PII The mural will have been being painted by the famous artist for over six months by the time it is finished. Фреска будет рисоваться известным художником больше шести месяцев прежде, чем будет закончена. |
| Passive Voice Страдательный залог |  | 4) Future Simple in the Past would/should + be + PII | X | 4) Future Perfect in the Past would/should + have been + PII | X |